# Die Freiheit
Die Freiheit (Friheten) är ett litet tyskt konservativt parti grundat 2010. Partiet har beskrivits som högerpopulistiskt och islamkritiskt. Förutom högerpolitik och islamkritik förordar partiet även direktdemokrati enligt schweizisk modell. Partiet har sitt huvudkontor i Berlin.

## Historik
Partiet grundades i oktober 2010 av Berlinpolitikern René Stadtkewitz som hade tvingats avgå från kristdemokratiska CDU efter att ha bjudit in holländske islamkritikern Geert Wilders till Berlin.

## Några huvudfrågor
- Direktdemokrati
- Hårdare kriminalpolitik
- Minskad invandring
- Stöd till Israel
- Bekämpning av islamiseringen av Tyskland